# Бани-Саад
Бани-Саад (араб. بني سعد‎) — город на востоке Ирака, расположенный на территории мухафазы Дияла.

## Географическое положение
Город находится в юго-западной части мухафазы, в долине реки Дияла, на высоте 35 метров над уровнем моря.

Бани-Саад расположен на расстоянии приблизительно 15 километров к юго-юго-западу (SSW) от Баакубы, административного центра провинции и на расстоянии 20 километров к северо-северо-востоку (NNE) от Багдада, столицы страны.

## Население
На 2012 год население города составляет 31 527 человек.